# Sitno (Zamość)
Pour les articles homonymes, voir Sitno.
Sitno (prononciation [ˈɕitnɔ]) est un village de la gmina de Sitno, du powiat de Zamość, dans la voïvodie de Lublin, situé dans l'est de la Pologne.
Il est le siège administratif (chef-lieu) de la gmina rurale de Sitno.
Sitno se situe à environ 9 kilomètres au nord-est de Zamość (siège du powiat) et 79 kilomètres au sud-est de Lublin (capitale de la voïvodie).
Sa population s'élevait à 903 habitants en 2008.

## Administration
De 1975 à 1998, le village est attaché administrativement à l'ancienne voïvodie de Zamość.

Depuis 1999, il fait partie de la nouvelle voïvodie de Lublin.